# Moravci v Slovenskih goricah
Moravci v Slovenskih goricah este o localitate din comuna Ljutomer, Slovenia, cu o populație de 385 de locuitori.